# Захарова, Капитолина Фёдоровна
Капитоли́на Фёдоровна Заха́рова (1918—2003) — российский лингвист, специалист по русской диалектологии, представитель московской диалектологической школы. Кандидат филологических наук (долгое время проработала в отделении диалектологии и лингвогеографии Института русского языка РАН), лауреат государственной премии Российской Федерации в области науки и техники за 1996 год за работу над диалектологическим атласом русского языка, участница Великой Отечественной войны.

## Вклад в науку
Главное направление научной деятельности К. Ф. Захаровой — русская диалектология, большая часть её работ посвящена изучению фонетических особенностей говоров русского языка (тема кандидатской диссертации, которую К. Ф. Захарова защитила в 1970 году — «Типы диссимилятивного яканья»). Кроме исследований в области фонетики К. Ф. Захарова также известна работами, относящимися к проблематике лингвистической географии и исторической диалектологии (принимала участие в работе над коллективной монографией «Образование севернорусского наречия и среднерусских говоров», 1970). В числе ведущих специалистов в области русской диалектологии К. Ф. Захарова участвовала в создании лингвистических карт и комментариев к картам для диалектологического атласа русского языка (ДАРЯ), что было отмечено государственной премией Российской Федерации в 1996 году. Важнейшим вкладом К. Ф. Захаровой в развитие русской диалектологии помимо работы над диалектологическим атласом является составление в 1964 году совместно с В. Г. Орловой новой диалектологической карты говоров русского языка, которая впервые была опубликована в работе «Русская диалектология» под редакцией Р. И. Аванесова и В. Г. Орловой в 1965 году. Группировка говоров русского языка была построена по новым принципам на основе новых материалов, собранных для составления ДАРЯ, отражая развитие русской диалектологии, и в частности развитие лингвистической географии в СССР в 1950—1960-е годы. Диалектные единицы в составе русского языка были выделены не по отдельным языковым явлениям, как на карте 1914 (или 1915) года, а по наличию достаточно определённых сочетаний ареалов языковых черт. Помимо этого в русской диалектологии К. Ф. Захаровой и В. Г. Орловой было введено новое понятие — диалектная зона. Новые взгляды на группировку русских диалектов изложены К. Ф. Захаровой в соавторстве с В. Г. Орловой в работе «Диалектное членение русского языка» (1970), а также в издании «Русской диалектологии» 1989 года под редакцией Л. Л. Касаткина.

## Основные работы
1. Захарова К. Ф. Архаические типы диссимилятивного яканья в говорах Белгородской и Воронежской областей // Материалы и исследования по русской диалектологии. Новая серия, вып. 1. — М., 1959.
2. Захарова К. Ф. Некоторые случаи утраты архаического типа диссимилятивного яканья // Материалы и исследования по русской диалектологии. Новая серия, вып. 2. — М., 1961.
3. Аванесов Р. И., Бромлей С. В., Булатова Л. Н., Захарова К. Ф., Кузьмина И. Б., Мораховская О. Н., Немченко Е. В., Орлова В. Г., Строганова Т. Г. Русская диалектология / Под ред. Р. И. Аванесова и В. Г. Орловой. — 2-е изд. — М.: Наука, 1965.[9]
4. Захарова К. Ф., Орлова В. Г., Сологуб А. И., Строганова Т. Ю. Образование севернорусского наречия и среднерусских говоров. — М.: Наука, 1970.
5. Захарова К. Ф., Орлова В. Г. Диалектное членение русского языка. — М.: Просвещение, 1970.
6. Захарова К. Ф. Типы диссимилятивного яканья в русских говорах (лексико-морфонологическая характеристика) // Вопросы языкознания. №2. — М., 1971.
7. Бромлей С. В., Булатова Л. Н., Захарова К. Ф. и др. Русская диалектология / Под ред. П. С. Кузнецова. — М.: Просвещение, 1973.[9]
8. Захарова К. Ф. К вопросу о генетической основе типов ассимилятивно-диссимилятивного яканья // Диалектологические исследования по русскому языку. — М.: Наука, 1977. — С. 49—63.
9. Захарова К. Ф. К вопросу о ёканье // Диалектология и лингвогеография русского языка. — М., 1981.
10. Захарова К. Ф. Об основе умеренного яканья в восточных среднерусских говорах // Диалектология русского языка. — М., 1985.
11. Диалектологический атлас русского языка. Центр Европейской части СССР. Выпуск I: Фонетика / Под ред. Р. И. Аванесова и С. В. Бромлей. — М.: Наука, 1986. (К. Ф. Захаровой составлено 6 карт с комментариями к ним)
12. Захарова К. Ф. Пути изменения диалектных систем предударного вокализма // Русские диалекты: Лингвогеографический аспект. — М.: Наука, 1987. — С. 52—61.
13. Бромлей С. В., Булатова Л. Н., Захарова К. Ф. и др. Русская диалектология / Под ред. Л. Л. Касаткина. — 2-е изд., перераб. — М.: Просвещение, 1989. — ISBN 5-09-000870-1.[9] (раздел «Диалектное членение русского языка» совместно с В. Г. Орловой)
14. Захарова К. Ф. Время и причины утраты ѣ в Москве // Язык. Культура. Гуманитарное знание. Научное наследие Г. О. Винокура и современность / Отв. ред. С. И. Гиндин, Н. Н. Розанова.. — М.: Научный мир, 1999. — С. 15—27.